# Arca imbricata
Arca imbricata är en musselart som beskrevs av Bruguière 1789. Arca imbricata ingår i släktet Arca och familjen Arcidae. Inga underarter finns listade i Catalogue of Life.